# Морзоне (Бреша)
Морзоне је насеље у Италији у округу Бреша, региону Ломбардија.
Према процени из 2011. у насељу је живело 133 становника. Насеље се налази на надморској висини од 283 м.